# Ken G. Hall
Kenneth „Ken“ George Hall (* 22. Januar 1901 in Sydney/New South Wales; † 8. Februar 1994 ebenda) war ein australischer Filmproduzent und -regisseur und Drehbuchautor.

## Leben
Hall wurde nach dem Besuch der North Sydney Boys’ High School 1916 Reporter für die Sydney Evening News. Im Folgejahr wurde er Assistent von Gayne Dexter in der Abteilung für Öffentlichkeitsarbeit der Union Theatres and Australasian Films. Weiterhin arbeitete er für First National Pictures, die ihm 1925 eine Studienreise nach Hollywood und New York finanzierten.
1928 erschien Halls erster Film The Exploits of the Emden. In dieser Zeit lernte er auch den Schauspieler Bert Bailey kennen. Mit ihm drehte er in den 1930er Jahren bei der Produktionsfirma Cinesound Productions, die er bis in die 1950er Jahre leitete, eine Reihe von Komödien um die Familie Rudd, die mit großem Erfolg liefen. 1934 entstand das Melodram The Silence of Dan Maitland. Während des Zweiten Weltkriegs drehte Hall mehrere Dokumentarfilme, darunter Kokoda Front Line! (1942), für den er als erster Australier einen Oscar erhielt.
Halls größter internationaler Erfolg war Smithy (1946), eine Filmbiografie des australischen Flugpioniers Charles Kingsford Smith, die von Columbia Pictures vertrieben wurde. Nachdem J. Arthur Rank die Leitung von Cinesound übernommen hatte, gründete Hall 1956 den ersten australischen Fernsehsender.
Zahlreiche Schauspieler erhielten in Filmen von Hall ihre ersten bedeutenden Rollen, darunter George Wallace, Ann Richards, Peter Finch, Ron Randell, Jocelyn Howarth, Roy Rene und Cecil Kellaway. Hall veröffentlichte zwei autobiographische Bücher: Directed by Ken G. Hall (1970) und Australian Film: The Inside Story (1980).

## Filmografie
- 1928: The Exploits of the Emden – Regie
- 1932: On Our Selection – Regie, Drehbuch
- 1933: The Squatter’s Daughter – Produktion, Regie
- 1934: Strike Me Lucky – Produktion, Regie
- 1934: The Silence of Dean Maitland – Produktion, Regie
- 1934: Cinesound Varieties – Regie
- 1935: Grandad Rudd – Produktion, Regie
- 1936: Thoroughbred – Regie
- 1936: Orphan of the Wilderness – Produktion, Regie
- 1037: The Broken Melody – Produktion, Regie
- 1937: It Isn’t Done – Regie
- 1937: Tall Timbers – Produktion, Regie
- 1938: Let George Do It – Regie
- 1938: Lovers and Luggers – Produktion, Regie
- 1938: Dad and Dave Come to Town – Produktion, Regie, Drehbuch
- 1939: Gone to the Dogs – Produktion, Regie
- 1939: Mr. Chedworth Steps Out – Regie
- 1940: Dad Rudd, M.P. – Produktion, Regie
- 1942: Kokoda Front Line! – Produktion, Produktion
- 1942: 100,000 Cobbers – Produktion, Regie
- 1942: Moresby Under the Blitz – Regie
- 1946: Smithy – Regie, Drehbuch